# 王家沙点心店

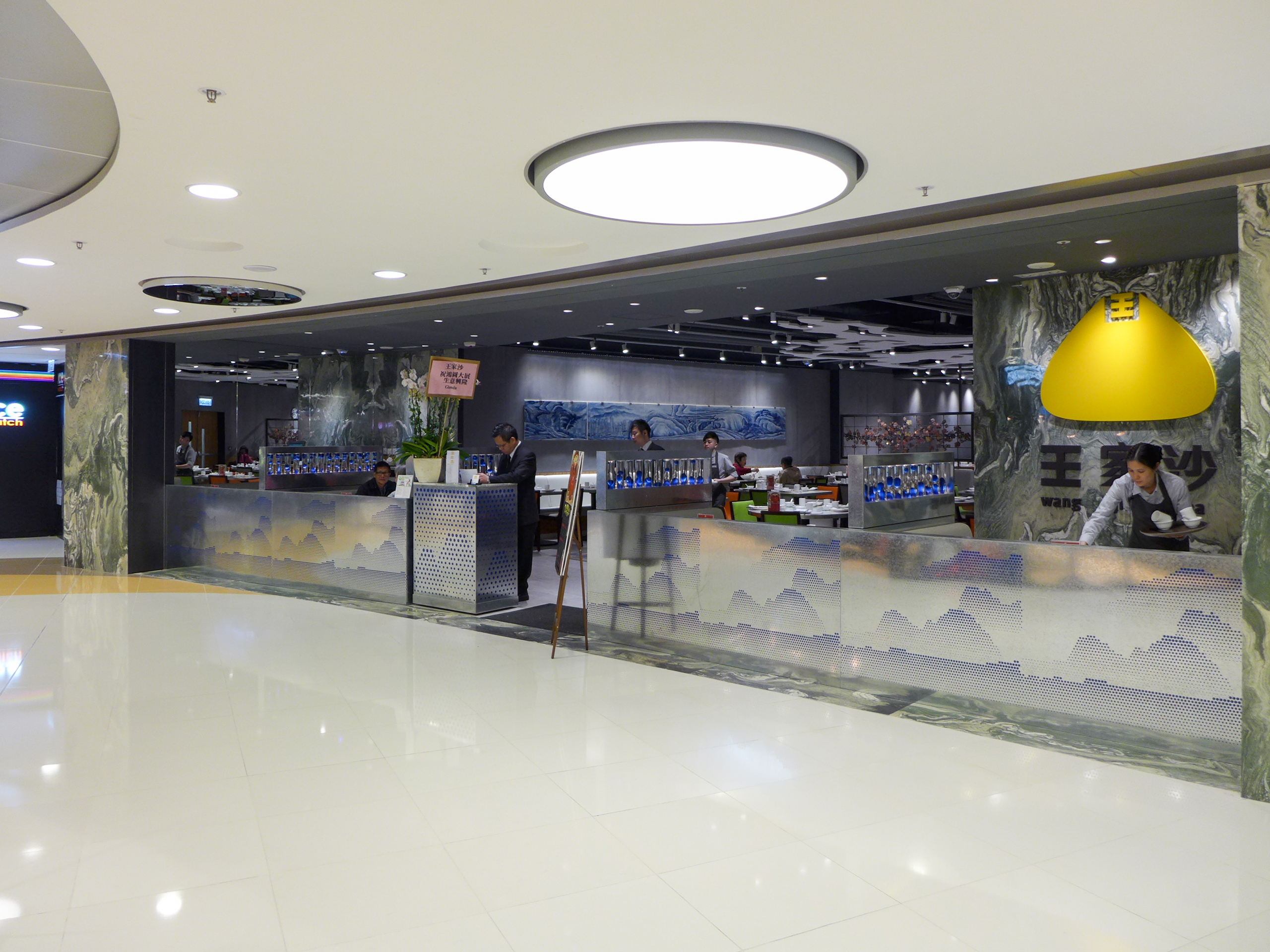
王家沙在香港旺角MOKO分店

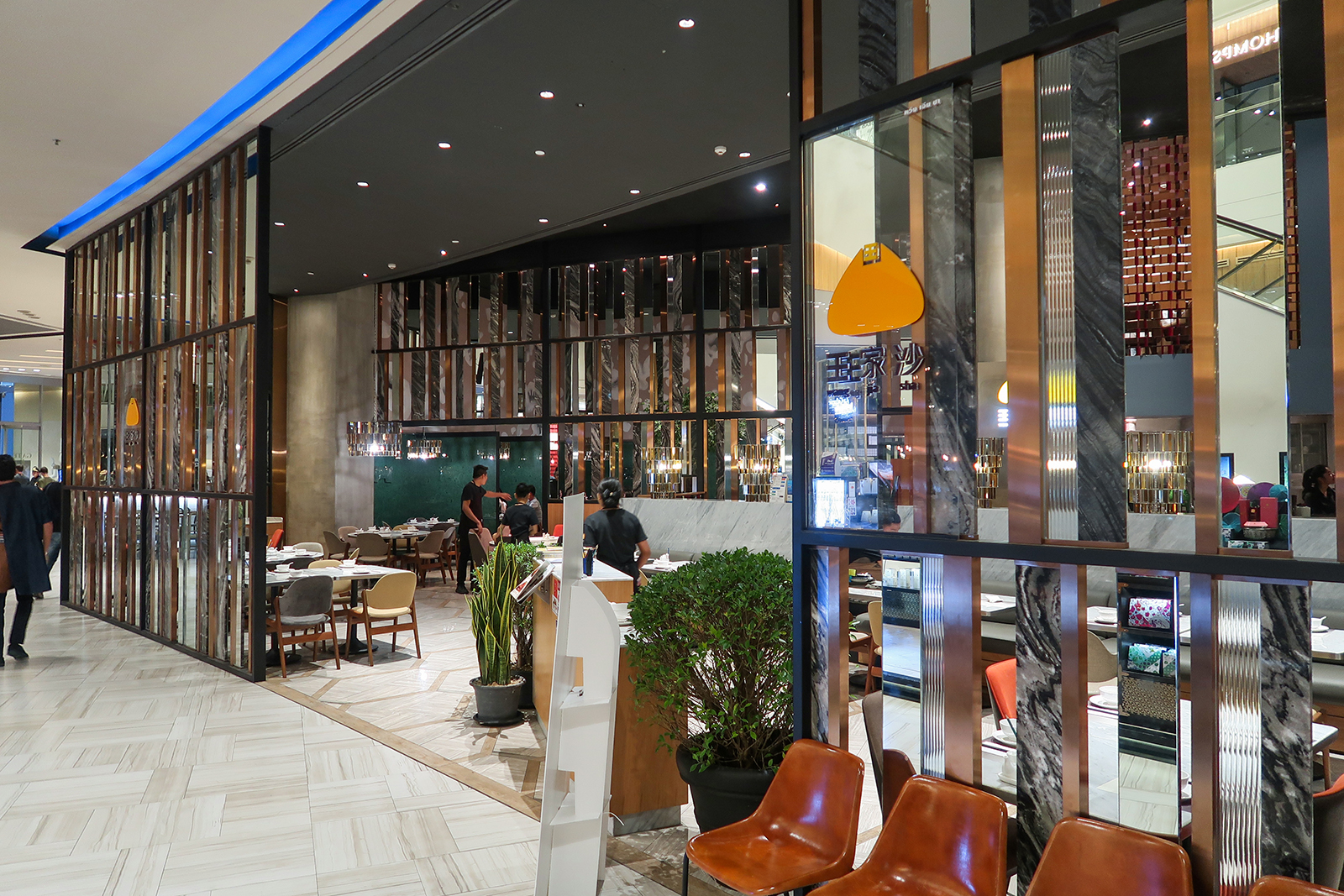
王家沙在泰國曼谷Siam Paragon分店

王家沙点心店，是一家中华老字号的上海餐饮点心店，以生产中式传统小吃而闻名，有「上海点心状元」之称，隶属于上海梅龙镇（集团）有限公司。始建于1945年（民国34年）的王家沙目前也经营上海菜的中菜馆，总店位于上海南京西路805号，在香港、日本等地也设有分店。

## 历史

### 創建
王家沙创始人姚子初原为《申报》广告科科长。1940年日本对欧美全面宣战，占领了上海的英法租界。1942年12月6日，日本海军派陈彬龢以「军管会」的名义接管《申报》，并任命陈为社长。姚子初与其发生衝突，遂离开《申报》报社。
姚子初离开《申报》社后，入股其妾兄长邹氏開設于南京西路805号的一家灯饰店。当时灯饰店的主要客户群為在滬外籍人士。在第二次世界大战即将结束之际，灯饰店以难以维持生计。後又接內戰動盪局勢，邹氏攜款逃亡。姚為謀生考慮把燈飾店重設。他们见当时位于梅龙镇的「圆缘香小吃店」的生煎馒头和酥饼十分受欢迎，于是萌生了开办小吃店的想法。

### 命名与选址
1945年4月5日，王家沙正式开张。
王家沙的命名由王家厍而来。王家厍是中国上海静安区东部一老社区。王家厍以静安寺路（南京西路）、卡德路（石门二路）、同孚路（石门一路）、爱文义路（北京西路）等围成一个中心地带，附近为当时上海的高级办公商住区与高档里弄住宅区，是进行餐饮商业的优良地段。当初命名时考虑到名声效应，姚子初用谐音为点心店取名王家沙。
因为其地段好，店名响亮，原先圆缘香的点心师傅纷纷跳店，王家沙日益发展红火。

### 发展
王家沙在質素上以鲜取胜，选用的鸡肉为当天活杀的草鸡，虾仁均为活河虾，猪肉采用刚宰杀的猪腿精肉，保证食物新鲜美味，很快在上海滩聚拢了很高的人气，并形成了虾肉馄饨、蟹粉生煎、豆沙酥饼、两面黄这四款特色点心，被称作王家沙「四大名旦」，成为上海家喻户晓的小吃地标。
1956年在公私合营计划政策中，王家沙成為合營企業。經過眾多事故變遷，王家沙的点心依然保持了很高的制作水准，受到了上海各阶层民众的欢迎。
1980年代后期，王家沙以上海点心为基础，形成了小笼馒头、生煎馒头、馄饨、面、糕团、汤团等八大系列。其中，蟹粉小笼、蟹粉汤团、松糕、八宝饭、枣粒包、萝卜丝酥饼、萝卜丝包、蟹粉锅贴、枣粒汤团、鸡虾肉生煎等十个产品获得「中华名点名小吃」称号。
2001年，王家沙改制成立上海王家沙餐饮有限公司，先后兼并了沪西状元楼、友联生煎、红甜心等上海知名点心品牌。2000年代后期，王家沙在经营上不断扩展，对南京西路总店进行了改造，并在上海开设了8家直营连锁店的同时，又于2002年在香港开出了5家分店，打進香港餐饮市场。2003年，王家沙将分店开往了日本横滨。
2008年，王家沙的点心制作被评为上海市非物质文化遗产。近年来，王家沙还挖掘了濒临失传的老虎脚爪、梅花糕、油墩子等江南传统点心，也应季销售改良过的年糕团、腊八粥、桂花糖粥、香酥饼、青团等传统点心品种。

## 招牌点心
- 蟹粉生煎
- 生煎馒头
是王家沙赖以成名的传统点心，是上海十分受欢迎的点心，王家沙生煎为含有猪肉冻的混水生煎，吃口香鲜卤多。
- 两面黄
是王家沙的招牌炒面，也已成为上海炒面的代名词。面条煎至两面金黄出锅，再把虾仁等料作为浇头，由此得名，也「称虾仁两面黄」。王家沙的「肉丝两面黄」曾获得上海饮食协会的“上海特色面”。
- 蟹粉小笼
蟹粉小笼的馅采用新鲜蟹粉、猪肉按照一定比例配以调味料搅拌。坯用精选面粉、水按照一定比例和成，然后用擀棒擀制成圆形的，中间稍微厚，四周稍薄的小笼皮。在包制过程中，要求折裥条纹清晰，馅芯居中不偏，上笼必须开水，成熟不漏底。 蟹粉小笼的大小，丕和馅的重量均有一定的要求。